# حزقيال رودريغيز (لاعب كرة قدم)
حزقيال رودريغيز (بالإسبانية: Ezequiel Rodríguez)‏ هو لاعب كرة قدم أرجنتيني في مركز الهجوم، ولد في 25 مارس 1996 في روساريو في الأرجنتين. لعب مع روزاريو سنترال.

## وصلات خارجية
- حزقيال رودريغيز (لاعب كرة قدم) على موقع قاعدة بيانات كرة القدم.إي يو (الإنجليزية)
- حزقيال رودريغيز (لاعب كرة قدم) على موقع Soccerway.com (الإنجليزية)